# Pralognan-la-Vanoise
Pralognan-la-Vanoise, vaak alleen Pralognan, is een plaats en gemeente in het departement Savoie. Ze telt 712 inwoners (2020). Pralognan ligt aan de rand van het Parc national de la Vanoise in de Franse Alpen. Het dorpje is in de winter uitgerust met 12 skiliften, 24 alpiene skipistes en 4 langlaufpistes. Het kleine wintersportgebied bevindt zich in het hart van de Tarentaise en wordt omgeven door twee megaskigebieden, Les 3 Vallées in het westen en Paradiski in het noorden.

## Geografie
De oppervlakte van Pralognan-la-Vanoise bedraagt 83,4 km².
De onderstaande kaart toont de ligging van Pralognan-la-Vanoise met de belangrijkste infrastructuur en aangrenzende gemeenten.

## Demografie
Onderstaande figuur toont het verloop van het inwonertal (bron: INSEE-tellingen).

## Afbeeldingen

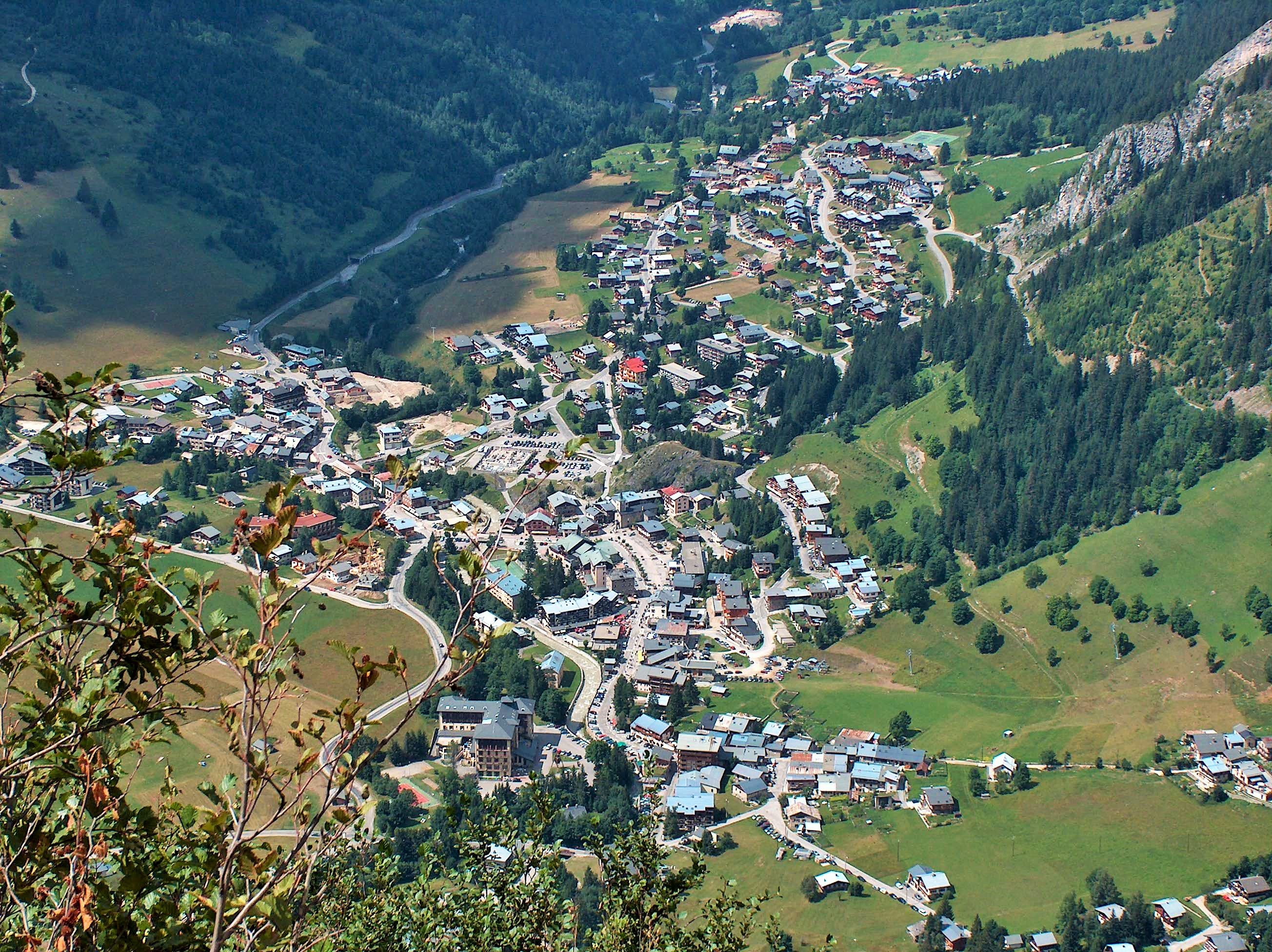
Gezicht op Pralognan-la-Vanoise
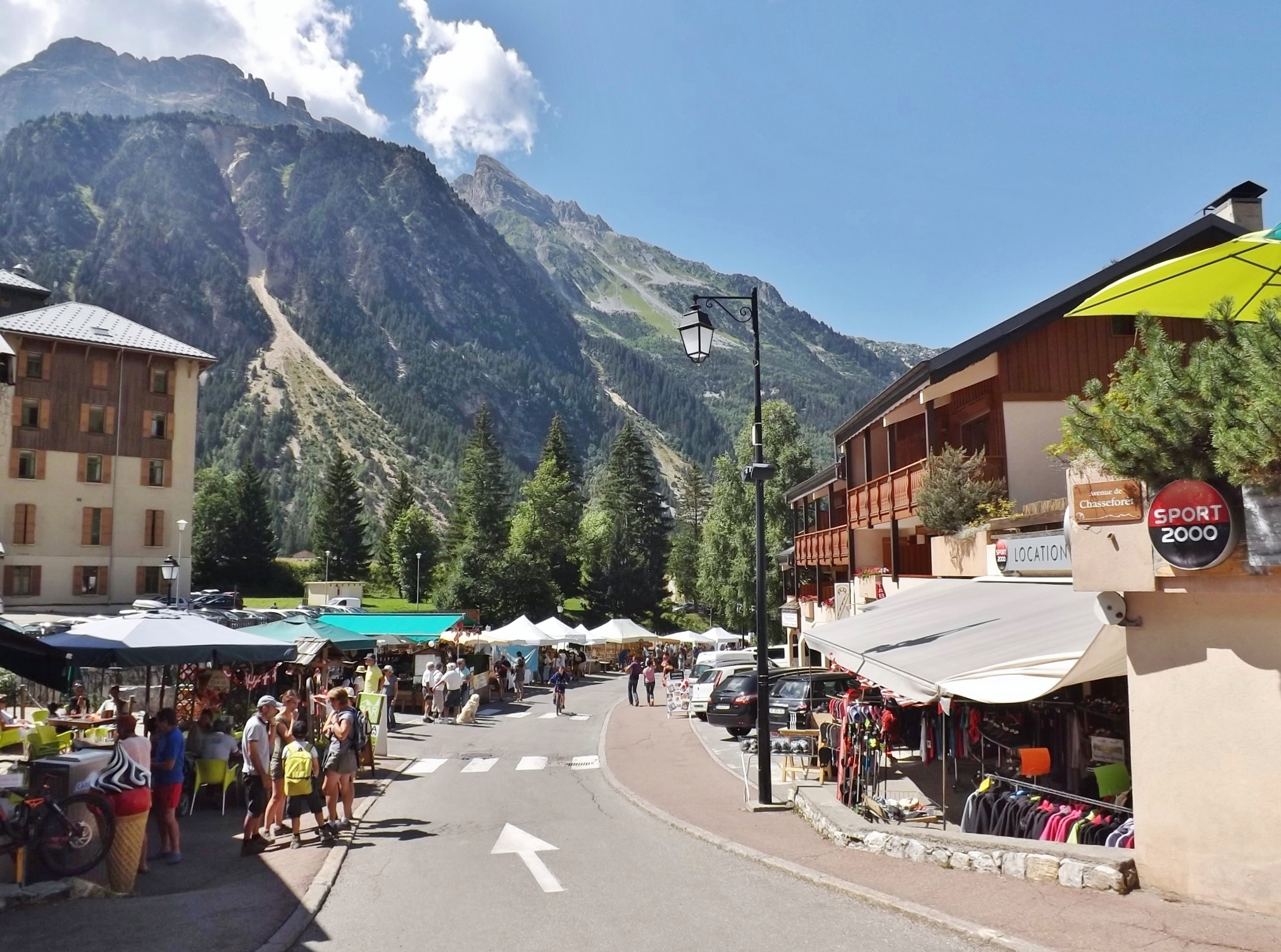
Avenue de Chasseforêt
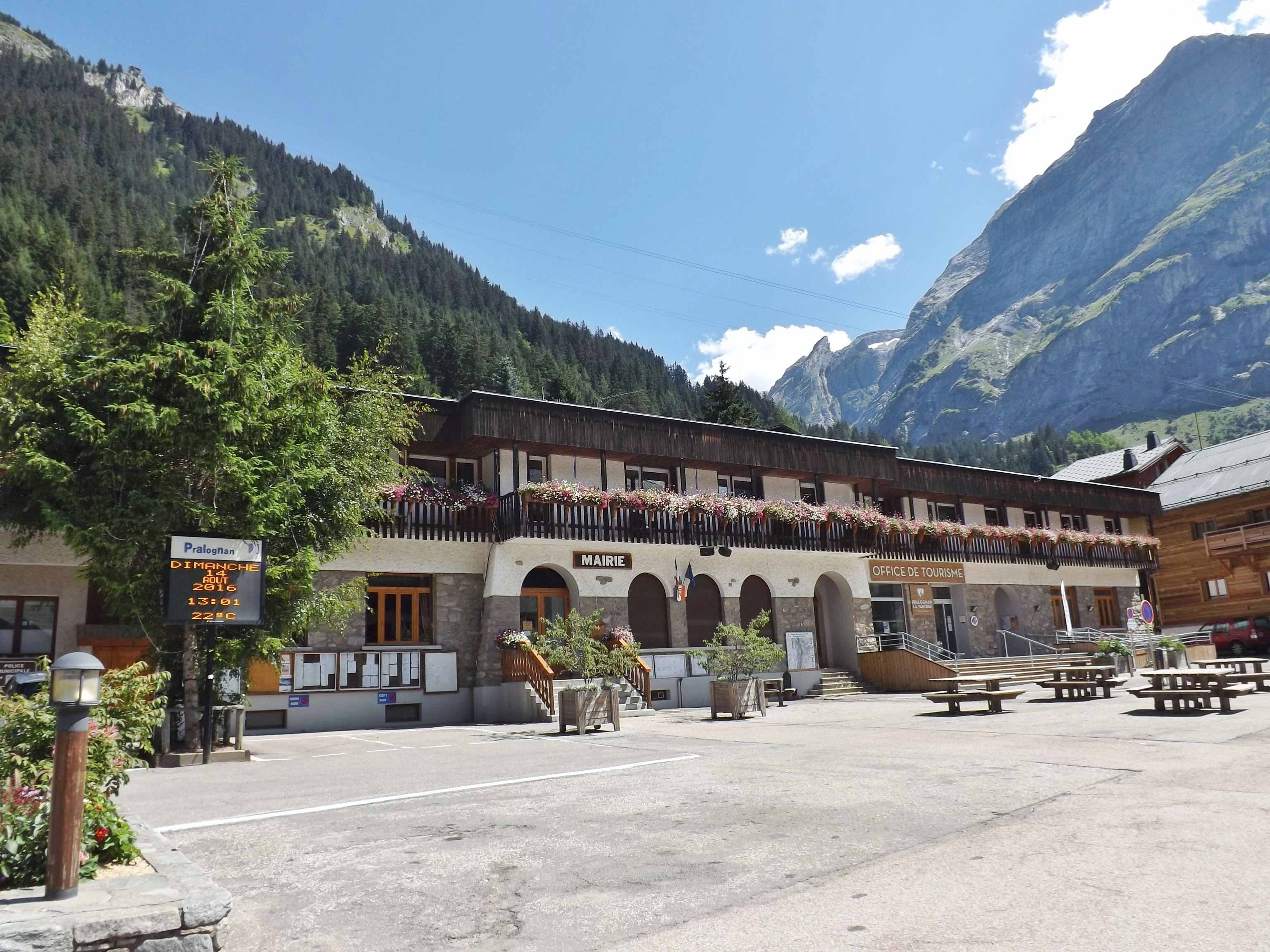
Gemeentehuis en Office de Tourisme
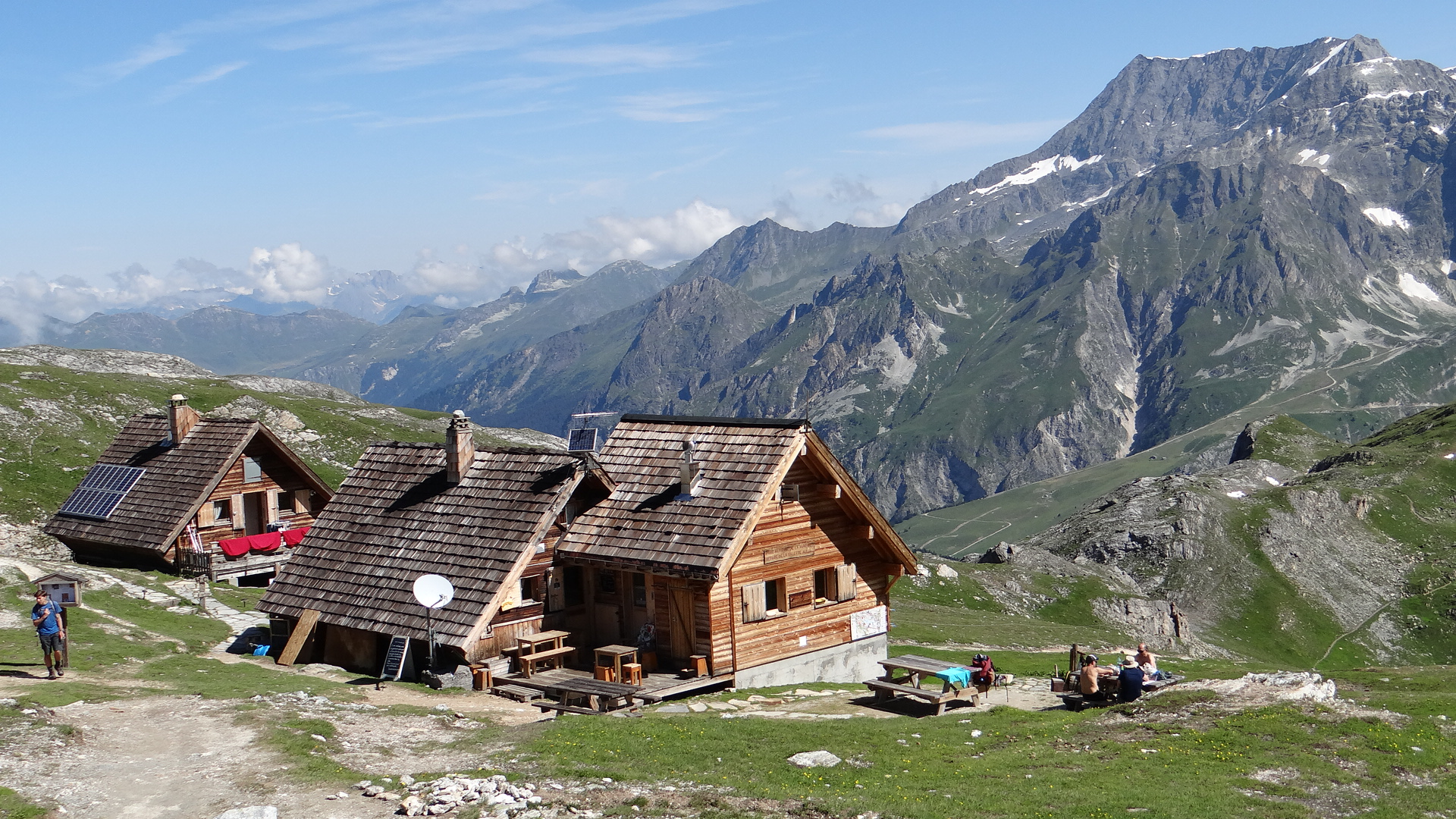
Refuge de la Vallette
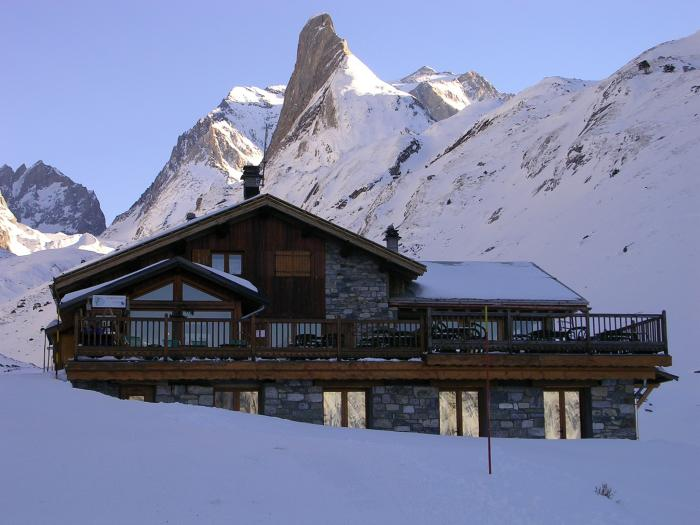
Refuge des Barmettes
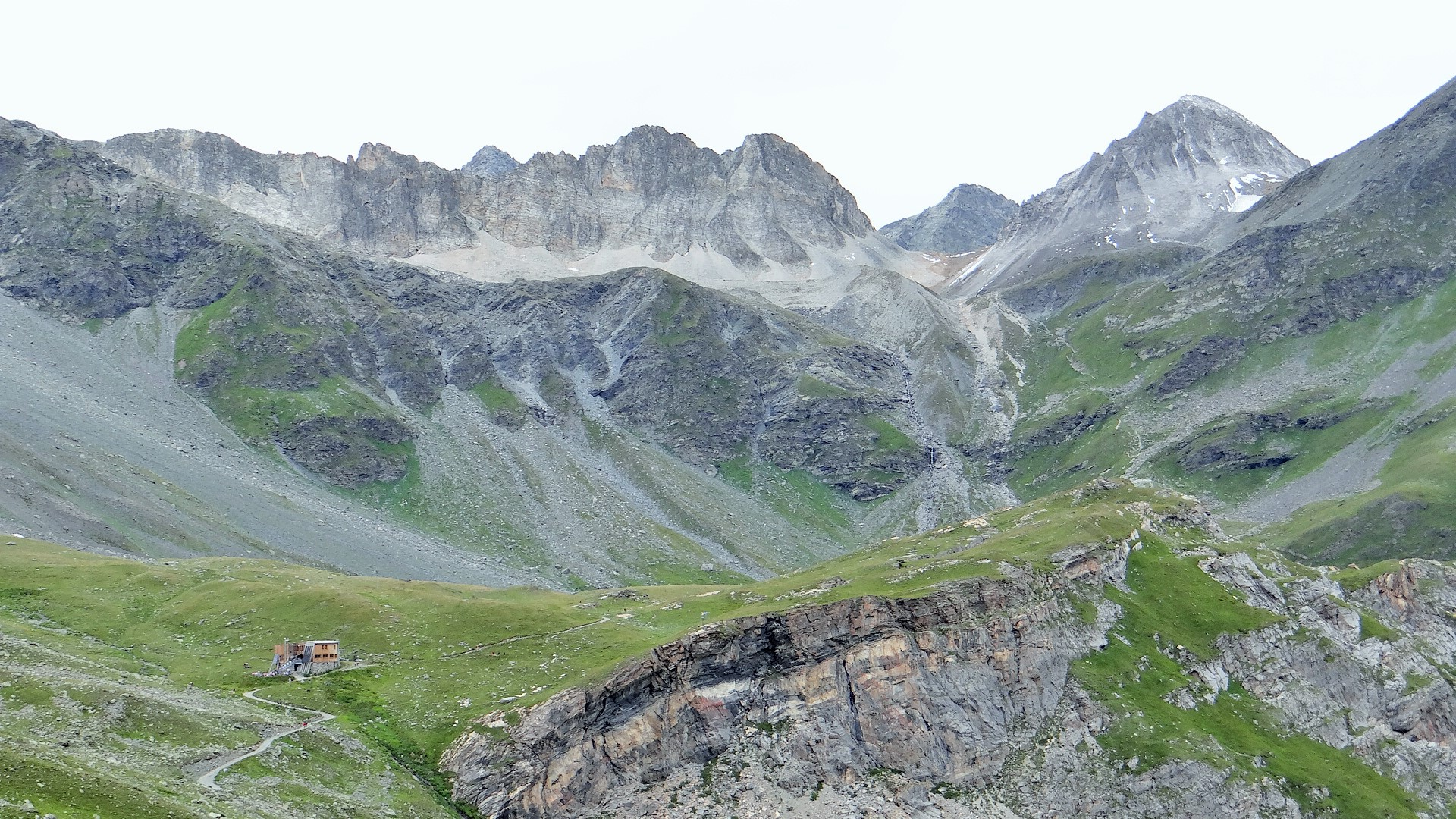
Refuge de Péclet-Polset